# Telemax
Der Telemax ist ein zwischen 1989 und 1992 errichteter Fernmeldeturm in Hannover. Er ersetzte funktionell den weiterhin in der Innenstadt bestehenden alten Fernsehturm („Telemoritz“) aus den 1950er Jahren. Mit einer Höhe von 282 Metern handelt es sich um den fünfthöchsten derartigen Turm Deutschlands. Seine charakteristische Architektur mit quadratischem Schaft und asymmetrisch angeordneter Betriebskanzel (Turmkorb) in Form eines Kubus gibt ihm eine optische Sonderstellung und macht ihn damit zu einem modernen baulichen Wahrzeichen. Vom Inhaber Deutsche Funkturm (DFMG), einer 49-prozentigen Tochtergesellschaft der Deutschen Telekom, wird er intern als „Funkübertragungsstelle Hannover 9“ bezeichnet.

## Lage
Der Telemax steht etwa sechs Kilometer nordöstlich des Stadtzentrums in einem Gewerbegebiet des Stadtteils Groß-Buchholz unweit der zum Messeschnellweg ausgebauten B 3. Benachbart sind Einrichtungen der Deutschen Telekom AG und der Deutschen Funkturm GmbH angesiedelt. Lagebedingt fällt der Turm innerhalb Hannovers im Stadtbild kaum auf. Außerhalb ist er bei gutem Wetter von den Autobahnen schon aus einer Entfernung von etwa 30 Kilometern sichtbar, beispielsweise von der A 2 bei Sievershausen.

## Beschreibung

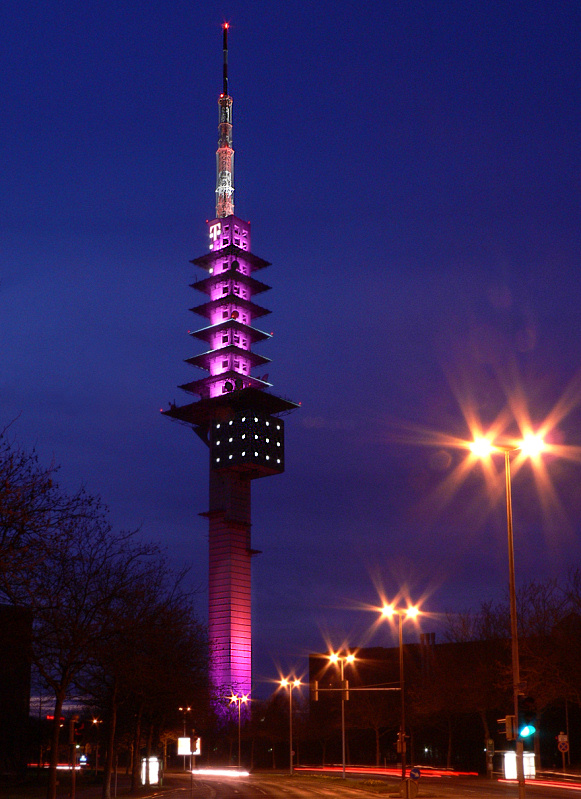
Magentafarbene Anstrahlung in der Telekom-Farbe während der CeBIT

Der Turm besitzt in 185 Metern Höhe eine Aussichtsplattform, die im Rahmen von Veranstaltungen zugänglich war. Im Jahr 1997 erhielt Hans U. Böckler für die Konzeption des Tragwerks des Turms den Betonstahlpreis Die Kunst des Bewehrens. Der Turm ist von der Bauweise außergewöhnlich, da er eine quadratische Grundfläche besitzt. Heinrich Rothert von der Universität Hannover hat die Statik berechnet und damit Neuland betreten, denn ein vergleichbares Bauwerk gab es damals nicht.
Ursprünglich war der Bau eines wesentlich schlichteren Rundturms geplant. Als jedoch die Pläne zur Genehmigung vorgelegt wurden, war auf einem Plan die Bezeichnung „Typ Kiel“ zu lesen, denn in Kiel steht eine kleinere Version des ursprünglich geplanten. Daraufhin haben die Stadtverantwortlichen entschieden, keinen Typ Kiel in Hannover zu bauen. Die Planung des Fernmeldeturms musste erneut beginnen. Das Architekturkonzept kam dann vom dänischen Büro Dissing+Weitling.
Der Funkturm ist nicht mehr für die Öffentlichkeit zugänglich. Früher gab es mehrfach das gut besuchte „Kleine Fest am großen Turm“, bei dem auch Aufzugsfahrten bis fast ganz nach oben möglich waren. Die Feuerwehr Hannover nutzt den Turm gelegentlich für Übungen der Höhenrettung.

## Name
Die Namen Telemax und Telemoritz wurden 1992 durch eine Abstimmung hannöverscher Bürger über die Hannoversche Allgemeine Zeitung ermittelt. Die Namensgebungen sind eine Anspielung auf die Geschichte „Max und Moritz“ von Wilhelm Busch. Acht Jahre nach Inbetriebnahme des Telemax wurde der alte Fernmeldeturm „Telemoritz“ in der Innenstadt im Jahr 2000 von der DeTeImmobilien zu einem symbolischen Preis an die Volkswagen AG verkauft und ist seither als VW-Tower Werbeträger für die Sparte Volkswagen Nutzfahrzeuge, die ihren Sitz in Hannover hat.

## Baubeschreibung

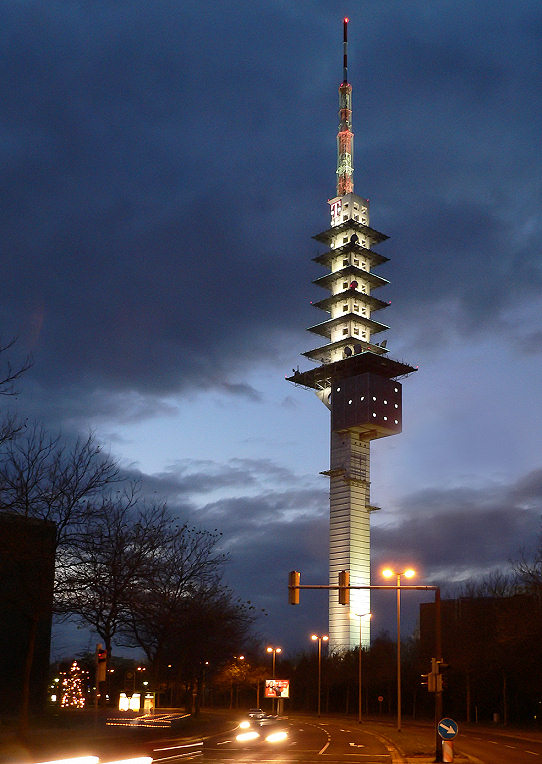
Telemax Hannover illuminiert

Der Fernmeldeturm ist 282 Meter hoch und damit 2 Meter höher als der Heinrich-Hertz-Turm in Hamburg. Für die Konstruktion wurden 17.000 m³ Beton und 4.000 Tonnen Baustahl verwendet. Die Gesamtmasse beträgt 43.000 Tonnen. Die Fundamente reichen 16 m tief in den Boden. Der Turmschaft hat eine quadratische Grundfläche von 11 Metern Seitenlänge; seine Wände sind ein bis zwei Meter dick. Neben den Aufzügen führt ein Treppenhaus mit rund 1100 Stufen auf 200 Meter Höhe. An der untersten von sieben Antennenplattformen ist die Betriebskanzel als Würfel mit einer Kantenlänge von 20 m asymmetrisch angehängt. Auf dem Ende des Schaftes steht ein 85 Tonnen schwerer und etwa 50 Meter hoher Stahlgitter-Sendemast. An dessen Spitze befindet sich ein 30 Meter hoher GFK-Zylinder mit dem Blitzableiter-Fangkorb und der roten Flugwarnbefeuerung.
Einmal im Jahr zur CeBIT wurde der Turm nachts in der Telekom-Firmenfarbe Magenta beleuchtet.

## Frequenzen und Programme

### Analoges Radio (UKW)
| Frequenz (MHz)                                           | Programm                                                                         | RDS PS            | RDS PI                | Regionalisierung    | ERP (kW)                | Antennen- diagramm rund (ND)/ gerichtet (D) | Polarisation horizontal (H)/ vertikal (V) |
| -------------------------------------------------------- | -------------------------------------------------------------------------------- | ----------------- | --------------------- | ------------------- | ----------------------- | ------------------------------------------- | ----------------------------------------- |
| 94,0                                                     | Deutschlandfunk                                                                  | __Dlf___          | D210                  | –                   | 0,1                     | D (70–90°, 120–190°, 230–290°, 320–10°)     | H                                         |
| 100,0                                                    | Radio Hannover                                                                   | HANNOVER          | 1B82                  | –                   | 0,3                     | ND                                          | H                                         |
| 104,9                                                    | Radio 21                                                                         | 104.9_H_ RADIO_21 | D68A (regional), D38A | Mitte               | 0,5                     | D (230–40°, 70–80°, 140–180°)               | H                                         |
| 106,5 (nach Lizenzentzug am 30. April 2019 abgeschaltet) | (Radio Leinehertz 106.5) Am 11.07.2025 vom Sender "Leibniz.fm" übernommen worden | Leibniz_          | 1083                  | (–) Vermutet: Mitte | (0,3) Derzeit unbekannt | D (290–190°)                                | H                                         |
| 107,4                                                    | Klassik Radio                                                                    | KLASSIK_          | D75B                  | –                   | 0,15                    | D (210–90°, 110–180°)                       | H                                         |

### Digitales Radio (DAB / DAB+)
Digitaler Hörfunk im DAB+-Standard wird seit dem 1. August 2011 in horizontaler Polarisation im Gleichwellennetz (Single Frequency Network) mit anderen Sendern ausgestrahlt. Ergänzend zum ersten bundesweiten Multiplex ist das Programmangebot des Norddeutschen Rundfunks am 22. November 2011, der von Antenne Deutschland betriebene zweite Multiplex am 5. Oktober 2020 und das private Programmangebot im regionalen Multiplex am 13. Juli 2023 hinzugekommen.
| Block                         | Programme (Datendienste) | ERP (kW) | Antennen- diagramm rund (ND)/ gerichtet (D) | Gleichwellennetz (SFN) |
| ----------------------------- | --- | -------- | ------------------------------------------- | --- |
| 5C DR Deutschland (D__00188)  | DAB-Block der Media Broadcast: - Absolut relax (72 kbps) - Dlf (104 kbps) - Dlf Kultur (112 kbps) - Dlf Nova (104 kbps) - DRadio DokDeb (48 kbps) - Energy Digital (72 kbps) - ERF Plus (64 kbps) - Klassik Radio (72 kbps) - Radio Bob (72 kbps) - Radio Horeb (48 kbps) - Radio Schlagerparadies (64 kbps) - Schwarzwaldradio (64 kbps) - sunshine live (72 kbps) - DRadio Daten (32 kbps Daten) - EPG Deutschland (16 kbps Daten) - TPEG (16 kbps Daten) - TPEG_MM (16 kbps Daten) | 10       | ND                                          | - Baden-Württemberg: Aalen, Baden-Baden (Fremersberg), Bad Mergentheim, Blauen, Brandenkopf, Donaueschingen, Feldberg im Schwarzwald, Freiburg (Vogtsburg-Totenkopf), Geislingen (Oberböhringen), Großerlach (Hohe Brach), Heidelberg (Königstuhl), Heilbronn (Schweinsberg), Hochrhein (Rickenbach), Hornisgrinde, Pforzheim (Schömberg-Langenbrand), Raichberg, Ravensburg (Höchsten), Reutlingen, Stuttgart (Frauenkopf), Ulm (Kuhberg) - Bayern: Amberg (Hirschau), Aschaffenburg (Pfaffenberg), Augsburg (Hotelturm), Bad Tölz (Gaißach), Balderschwang, Bamberg (Geisberg), Büttelberg, Brotjacklriegel, Dillberg, Grünten, Herzogstand, Hochberg (Traunstein), Hoher Bogen, Inntal (Ebbs), Ingolstadt (Gelbelsee), Kreuzberg/Rhön, Landshut (Altdorf), München (Olympiaturm), Nennslingen (Büchelberg), Nürnberg, Oberammergau, Ochsenkopf, Passau, Pfänder, Pfaffenhofen, Pfarrkirchen, Pfronten, Regensburg (Hohe Linie), Unterringingen, Untersberg, Wendelstein (Bayrischzell), Würzburg (Frankenwarte) - Berlin: Berlin (Alexanderplatz), Berlin (Scholzplatz) - Brandenburg: Bad Belzig, Booßen, Brandenburg/Havel, Calau, Casekow, Cottbus, Eberswalde (geplant), Eisenhüttenstadt, Neuruppin (geplant), Petkus, Pritzwalk, Templin - Bremen: Bremen (Walle), Bremerhaven-Schiffdorf - Hamburg: Hamburg (Moorfleet), Hamburg (Heinrich-Hertz-Turm) - Hessen: Bad Hersfeld (Rimberg), Biedenkopf (Sackpfeife), Fulda (Hummelskopf), Frankfurt (Europaturm), Gelnhausen (Schnepfenkopf), Gießen (Dünsberg), Großer Feldberg, Hardberg, Hohe Wurzel, Hoher Meißner, Kassel (Habichtswald), Mainz-Kastel - Mecklenburg-Vorpommern: Garz (Rügen), Güstrow, Malchin, Neubrandenburg-Süd, Neustrelitz (geplant), Rostock (Toitenwinkel), Röbel, Schwerin (Zippendorf-Gr.Dreesch), Torgelow, Wismar/Rüggow, Züssow - Niedersachsen: Aurich-Popens, Braunschweig (Broitzem), Braunschweig (Drachenberg), Cuxhaven-Stadt, Dannenberg, Göttingen (Bovenden-Osterberg), Hannover (Telemax), Lingen, Lüneburg-Neu Wendhausen, Molbergen-Peheim, Osnabrück (Bramsche-Schleptruper Egge), Hildesheim (Sibbesse), Steinkimmen, Uelzen, Visselhövede, Wilhelmshaven - Nordrhein-Westfalen: Aachen (Karlshöhe), Bergneustadt-Wiedenest (R), Bielefeld (Hünenburg), Bonn (Venusberg), Dortmund (Florianturm), Düsseldorf (Rheinturm), Eggegebirge, Herscheid, Hochsauerland (Hunau), Hürtgenwald-Großhau, Köln (Colonius), Langenberg, Lügde-Rischenau (Köterberg), Meschede (geplant), Minden (Jakobsberg), Münster (Fernmeldeturm), Schöppingen, Siegen-Süd, Wesel - Rheinland-Pfalz: Bad Kreuznach (Schanzenkopf), Bad Marienberg (Westerwald), Bornberg, Daun (Eifel), Edenkoben (Kalmit), Heckenbach-Schöneberg (Ahrweiler), Haardtkopf (geplant), Idar-Oberstein, Kaiserslautern, Kettrichhof, Koblenz (Kühkopf), Schnee-Eifel (geplant), Trier (Petrisberg) - Saarland: Merzig-Merchingen, Saarbrücken (Schoksberg) - Sachsen: Chemnitz, Dresden, Geyer, Leipzig, Löbau, Neustadt, Niederschöna (geplant), Oschatz, Schöneck, Zwickau Ost - Sachsen-Anhalt: Brocken, Burg, Dequede, Petersberg, Pettstädt (Weißenfels), Schneidlingen, Wittenberg - Schleswig-Holstein: Bungsberg, Bredstedt, Flensburg, Garding, Heide, Helgoland, Hennstedt, Itzehoe, Kiel (Kronshagen), Lübeck (Stockelsdorf), Schleswig, Niebüll (Süderlügum), Westerland (Sylt) - Thüringen: Bleßberg (Sonneberg), Erfurt-Hochheim, Gera, Inselsberg, Jena (Oßmaritz), Kulpenberg, Lobenstein (Sieglitzberg), Saalfeld (Remda), Weimar (Ettersberg) |
| 5D Antenne DE (D__00364)      | DAB-Block von Antenne Deutschland: - 80s80s (72 kbps) - 90s90s (72 kbps) - Absolut Bella (72 kbps) - Absolut Germany (72 kbps) - Absolut Hot (72 kbps) - Absolut Oldie (72 kbps) - Absolut Top 2000er (72 kbps) - AIDAradio (72 kbps) - Ballermann Radio (72 kbps) - Beats Radio (72 kbps) - Brillux Radio (72 kbps) - Nostalgie (72 kbps) - Oldie Antenne (72 kbps) - RTL Radio (72 kbps) - Rock Antenne (72 kbps) - Toggo Radio (72 kbps)                                           | 10       | ND                                          | - Bayern: Amberg (Hirschau), Bamberg (Geisberg), Ingolstadt (Gelbelsee), Kreuzberg/Rhön, Nürnberg, Ochsenkopf, Pfaffenhofen, Regensburg (Hohe Linie), Würzburg (Frankenwarte) - Berlin: Berlin (Alexanderplatz), Berlin (Scholzplatz) - Brandenburg: Casekow, Cottbus, Pritzwalk - Bremen: Bremen (Walle) - Hamburg: Hamburg (Heinrich-Hertz-Turm) - Mecklenburg-Vorpommern: Rostock (Toitenwinkel), Schwerin (Zippendorf-Gr.Dreesch), Züssow - Niedersachsen: Braunschweig (Broitzem), Cuxhaven-Stadt, Göttingen (Bovenden-Osterberg), Hannover (Telemax), Hildesheim (Sibbesse/Griesberg), Lüneburg-Neu Wendhausen, Molbergen-Peheim, Osnabrück (Bramsche-Schleptruper Egge), Visselhövede - Nordrhein-Westfalen: Bielefeld (Hünenburg), Minden (Jakobsberg) - Sachsen: Dresden, Geyer, Leipzig, Löbau/Schafberg, Oschatz, Schöneck - Sachsen-Anhalt: Brocken, Burg, Petersberg, Wittenberg - Schleswig-Holstein: Flensburg, Heide, Kiel (Kronshagen), Lübeck (Stockelsdorf) - Thüringen: Erfurt-Hochheim, Gera, Inselsberg, Jena (Oßmaritz), Kulpenberg, Lobenstein (Sieglitzberg), Weimar (Ettersberg) |
| 7A NDR NDS HAN (D__00392)     | DAB-Block des Norddeutschen Rundfunks: - NDR 1 NDS HAN (Hannover) (104 kbps) - NDR 2 NDS (104 kbps) - NDR Kultur (104 kbps) - NDR Info NDS (104 kbps) - N-Joy (104 kbps) - NDR Blue (104 kbps) - NDR Schlager (104 kbps) - NDR Info Spezial (104 kbps) - NDR BWS (16 kbps) - ARD TPEG (16 kbps) | 8        | ND                                          | Alfeld (Reuberg), Bad Pyrmont (R), Celle (R), Hannover (Telemax), Hildesheim (Sibbesse), Hohe Egge (Süntel), Linsburg (Grinderwald), Stadthagen, Unterlüß (Südheide) |
| 8C NI HANNOVER K8C (D__00533) | DAB-Block der Media Broadcast: - 89.0 RTL (96 kbps) - Antenne Niedersachsen (72 kbps) - Antenne Schlager (72 kbps) - bigFM (72 kbps) - Star FM Maximum Rock (72 kbps) - Jam FM (72 kbps) - Leibniz FM (ab 15.08.2025) - Meer Radio (72 kbps) - Oldie Antenne (72 kbps) - Radio 21 (H) (72 kbps) - Radio Bollerwagen (72 kbps) - Radio ffn (72 kbps) - Radio Hannover (72 kbps) - Radio Teddy (80 kbps) - The Wolf (H) (72 kbps) - Radio Tonkuhle (64 kbps)                            | 10       | ND                                          | Hannover (Telemax), Hildesheim (Sibbesse) |

### Digitales Fernsehen (DVB-T2)
Der DVB-T2-Regelbetrieb startete am 29. März 2017. Die DVB-T2-Ausstrahlungen in HEVC erfolgen im Gleichwellenbetrieb (Single Frequency Network) mit anderen Standorten. Die öffentlich-rechtlichen Sender sind frei empfangbar, die Privatsender werden, größtenteils verschlüsselt, über die DVB-T2 Plattform Freenet TV ausgestrahlt. Optional lassen sich zusätzliche im NDR-Angebot und bei Freenet TV connect als Verknüpfung enthaltene Programme über eine Internetverbindung wiedergeben, falls das Empfangsgerät HbbTV (ab Version 1.5) unterstützt (NDR via IP: ARD alpha HD, Radio Bremen HD, rbb Brandenburg HD, SR Fernsehen HD, SWR BW HD, …).
| Kanal | Frequenz (MHz) | Multiplex                                   | Programme im Multiplex | ERP (kW) | Antennen- diagramm rund (ND)/ gerichtet (D) | Polarisation horizontal (H)/ vertikal (V) | SFN mit |
| ----- | -------------- | ------------------------------------------- | --- | -------- | ------------------------------------------- | ----------------------------------------- | --- |
| 21    | 474            | Freenet TV Mux 2                            | - ProSieben HD - Sat.1 HD (NDS+HB mit 17:30 Sat.1) - Kabel Eins HD - ProSieben Maxx HD - Sat.1 Gold HD - Sixx HD - Sport1 HD | 50       | ND                                          | H                                         | Braunschweig-Broitzem, Braunschweig-Innenstadt, Hannover (Telemax) |
| 23    | 490            | ARD Digital (NDR)                           | - Das Erste HD - Phoenix HD - Arte HD - Tagesschau24 HD - One HD Radio: - NDR Blue - NDR Info Spezial - NDR Kultur - NDR Schlager | 40       | ND                                          | H                                         | Alfeld (Reuberg), Braunlage (Hütteberg), Braunschweig-Broitzem, Braunschweig-Innenstadt, Göttingen (Espol-Solling), Göttingen-Hetjershausen, Hannover (Telemax), Hannover-Hemmingen, Hildesheim (Sibbesse), Torfhaus (Harz-West) |
| 36    | 594            | Gemischter Multiplex von ZDF und freenet TV | - ZDF HD - 3sat HD - KiKa HD - ZDFneo HD - ZDFinfo HD - Freenet TV connect (HbbTV-Dienst mit mehreren Streams, HbbTV v1.5 erforderlich) | 50       | ND                                          | H                                         | Braunschweig-Broitzem, Braunschweig-Innenstadt, Hannover (Telemax), Hannover-Hemmingen, Hildesheim (Sibbesse), Wolfsburg |
| 40    | 626            | ARD regional (NDR) Niedersachsen            | - NDR Fernsehen HD (Niedersachsen) - WDR Fernsehen (Köln) HD - HR-Fernsehen HD / NDR FS HD (HH) (zeitw.) - MDR Fernsehen (Sachsen-Anhalt) HD / NDR FS HD (MV)(zeitw.) - BR Fernsehen Süd HD / NDR FS HD (SH)(zeitw.) Radio: - N-Joy - NDR 1 NDS HAN - NDR 2 - NDR Info | 50       | ND                                          | H                                         | Alfeld (Reuberg), Braunlage (Hütteberg), Braunschweig-Broitzem, Braunschweig-Innenstadt, Göttingen (Espol-Solling), Göttingen-Hetjershausen, Hannover (Telemax), Hannover-Hemmingen, Hildesheim (Sibbesse), Torfhaus (Harz-West) |
| 44    | 658            | Freenet TV Mux 1                            | - RTL HD (NDS+HB mit RTL Nord) - RTL Zwei HD - Super RTL HD - Vox HD - n-tv HD - Nitro HD - Tele 5 HD | 50       | ND                                          | H                                         | Braunschweig-Broitzem, Braunschweig-Innenstadt, Hannover (Telemax) |
| 47    | 682            | Freenet TV Mux 3                            | - Welt HD - DMAX HD - Eurosport 1 HD - Disney Channel HD - Nickelodeon HD / CC +1 HD - VOXup HD - Bibel TV (FTA) - QVC (FTA) - QVC Zwei (FTA) - HSE (FTA) - 123tv (FTA) - Shop LC (FTA)                                                                                | 50       | ND                                          | H                                         | Braunschweig-Broitzem, Braunschweig-Innenstadt, Hannover (Telemax) |

Sendeparameter
| Verwendet von (HD-Programme pro Mux)   | Modulations- verfahren | Coderate | FFT-Modus    | Guard- intervall | Pilottöne       | Datenrate [Mbit/s] |
| -------------------------------------- | ---------------------- | -------- | ------------ | ---------------- | --------------- | ------------------ |
| Freenet TV (5–7)                       | 64-QAM                 | 2/3      | 32k extended | 1/16             | Pilot Pattern 4 | 27,6               |
| ZDF (5)                                | 64-QAM                 | 3/5      | 16k extended | 19/128           | Pilot Pattern 2 | 22,0               |
| ARD Digital (NDR) (5) NDR regional (5) | 64-QAM                 | 1/2      | 16k extended | 19/128           | Pilot Pattern 2 | 18,2               |

Bis zum 30. Juni 2017 war folgender DVB-T-Nachlauf zu empfangen:
| Kanal | Frequenz (in MHz) | Multiplex       | Programme im Multiplex                                                                     | ERP (in kW) | Antennen- diagramm rund (ND)/ gerichtet (D) | Polarisation horizontal (H)/ vertikal (V) | Fernsehnorm DVB-T/DVB-T2 | Modulations- verfahren | Video- kompression | FEC | Guard- intervall | Bitrate [MBit/s] | SFN mit |
| ----- | ----------------- | --------------- | ------------------------------------------------------------------------------------------ | ----------- | ------------------------------------------- | ----------------------------------------- | ------------------------ | ---------------------- | ------------------ | --- | ---------------- | ---------------- | --- |
| 56    | 754               | NDR (DVB-T alt) | - Das Erste - ZDF - NDR Fernsehen (Niedersachsen) - NDR Fernsehen (Mecklenburg-Vorpommern) | 20          | ND                                          | H                                         | DVB-T                    | 16-QAM                 | MPEG-2             | 2/3 | 1/4              | 13,27            | Braunschweig-Broitzem, Braunschweig-Innenstadt, Hannover (Telemax), Hannover-Hemmingen, Hildesheim (Sibbesse) |

### Digitales Fernsehen (DVB-T)
Von 2004 bis zum 28. März 2017 gab es von diesem Senderstandort reguläre DVB-T Ausstrahlungen. Sie liefen im Gleichwellenbetrieb (Single Frequency Network) mit anderen Sendestandorten.
Am 28. März 2017 endete der DVB-T-Regelbetrieb an diesem Standort.
Ehemaliges Angebot:
| Kanal | Frequenz (in MHz) | Multiplex              | Programme im Multiplex                                                                                 | ERP (in kW) | Antennen- diagramm rund (ND)/ gerichtet (D) | Polarisation horizontal (H)/ vertikal (V) | Fernsehnorm DVB-T/DVB-T2 | Modulations- verfahren | Video- kompression | FEC | Guard- intervall | Bitrate [MBit/s] | SFN mit |
| ----- | ----------------- | ---------------------- | --- | ----------- | ------------------------------------------- | ----------------------------------------- | ------------------------ | ---------------------- | ------------------ | --- | ---------------- | ---------------- | --- |
| 23    | 490               | ZDFmobil               | - ZDF - 3sat - ZDFinfo - KiKA (06–21 Uhr) / ZDFneo (21–06 Uhr)                                         | 20          | ND                                          | H                                         | DVB-T                    | 16-QAM                 | MPEG-2             | 2/3 | 1/4              | 13,27            | Braunschweig-Broitzem, Braunschweig-Innenstadt, Hannover (Telemax), Hannover-Hemmingen, Hildesheim (Sibbesse), Wildemann                                                           |
| 24    | 498               | RTL-NDS+HB             | - RTL Television - RTL II - Super RTL - Vox                                                            | 20          | ND                                          | H                                         | DVB-T                    | 16-QAM                 | MPEG-2             | 2/3 | 1/4              | 13,27            | Braunschweig-Broitzem, Braunschweig-Innenstadt, Hannover (Telemax), Hannover-Hemmingen                                                                                             |
| 28    | 530               | NDS Mux 1              | - Tele 5 - Nickelodeon - Eurosport - Disney Channel                                                    | 20          | ND                                          | H                                         | DVB-T                    | 16-QAM                 | MPEG-2             | 2/3 | 1/4              | 13,27            | Hannover (Telemax), Hannover-Hemmingen Achtung: Braunschweig-Broitzem, Braunschweig-Innenstadt abweichend auf K60.                                                                 |
| 36    | 594               | ARD regional (NDR-NDS) | - NDR Fernsehen (Niedersachsen) - WDR Fernsehen (Köln) - MDR Fernsehen (Sachsen-Anhalt) - HR-Fernsehen | 40          | ND                                          | H                                         | DVB-T                    | 16-QAM                 | MPEG-2             | 2/3 | 1/4              | 13,27            | Braunschweig-Broitzem, Braunschweig-Innenstadt, Hannover (Telemax), Hannover-Hemmingen, Hildesheim (Sibbesse), Wildemann Seit dem 10. November 2016: Stadthagen abweichend auf K39 |
| 44    | 658               | Pro7Sat1-NDS+HB        | - Sat.1 - ProSieben - Kabel Eins - N24                                                                 | 20          | ND                                          | H                                         | DVB-T                    | 16-QAM                 | MPEG-2             | 2/3 | 1/4              | 13,27            | Braunschweig-Broitzem, Braunschweig-Innenstadt, Hannover (Telemax), Hannover-Hemmingen                                                                                             |
| 47    | 682               | ARD Digital (NDR)      | - Das Erste - Arte - Phoenix - Tagesschau24                                                            | 50          | ND                                          | H                                         | DVB-T                    | 16-QAM                 | MPEG-2             | 2/3 | 1/4              | 13,27            | Braunschweig-Broitzem, Braunschweig-Innenstadt, Hannover (Telemax), Hannover-Hemmingen, Hildesheim (Sibbesse), Stadthagen, Wildemann                                               |
| 56    | 754               | NDS Mux 2              | - Bibel TV - QVC - HSE24 - Sport1 - Multithek (HbbTV-Dienst mit mehreren Streams)                      | 20          | ND                                          | H                                         | DVB-T                    | 16-QAM                 | MPEG-2             | 2/3 | 1/4              | 13,27            | Braunschweig-Broitzem, Braunschweig-Innenstadt, Hannover (Telemax), Hannover-Hemmingen                                                                                             |

Vom 31. Mai 2016 bis zum 28. März 2017 wurde ein (DVB-T2)-Multiplex-Kanal abgestrahlt. Die öffentlich-rechtlichen Sender waren frei empfangbar, die Privatsender wurden verschlüsselt über die DVB-T2 Plattform Freenet TV ausgestrahlt.
| Kanal | Frequenz (in MHz) | Multiplex       | Programme im Multiplex                                              | ERP (in kW) | Antennendiagramm rund (ND)/ gerichtet (D) | Polarisation horizontal (H)/ vertikal (V) | Fernsehnorm DVB-T/DVB-T2 | Modulations- verfahren | Video- kompression | FEC | Guard- intervall | Bitrate [MBit/s] | SFN mit                                                            |
| ----- | ----------------- | --------------- | ------------------------------------------------------------------- | ----------- | ----------------------------------------- | ----------------------------------------- | ------------------------ | ---------------------- | ------------------ | --- | ---------------- | ---------------- | ------------------------------------------------------------------ |
| 40    | 626               | DVB-T2 Pilotmux | - Das Erste HD - ZDF HD - RTL HD - Vox HD - Sat.1 HD - ProSieben HD | 5           | ND                                        | V                                         | DVB-T2                   | 64-QAM                 | HEVC               | 2/3 | 1/16             | 27,60            | Braunschweig-Broitzem, Braunschweig-Innenstadt, Hannover (Telemax) |

### Analoges Fernsehen (PAL)
Vor der Umstellung auf DVB-T Mitte 2004 diente der Sendestandort weiterhin für analoges Fernsehen. Das Programm Das Erste für die Region Hannover wurde vom Sender Hemmingen ausgestrahlt.
| Kanal | Frequenz (MHz) | Programm                              | ERP (kW) | Sendediagramm rund (ND)/ gerichtet (D) | Polarisation horizontal (H)/ vertikal (V) |
| ----- | -------------- | ------------------------------------- | -------- | -------------------------------------- | ----------------------------------------- |
| 24    | 495,25         | ZDF                                   | 150      | ND                                     | H                                         |
| 36    | 591,25         | RTL Television (Niedersachsen/Bremen) | 5        | ND                                     | H                                         |
| 40    | 623,25         | Sat.1 (Niedersachsen/Bremen)          | 5        | ND                                     | H                                         |
| 44    | 655,25         | NDR Fernsehen (Niedersachsen)         | 150      | ND                                     | H                                         |